# 第30回有馬記念
第30回有馬記念（だい30かいありまきねん）とは、日本の中央競馬のGI競走である。
通算で30回目となる有馬記念の競走。この競走は1985年12月22日日曜日に中山競馬場の第10競走として施行され、発走時刻は15時25分であった。
当時の1着賞金は7,800万円であった。

## レース施行時の状況
七冠馬シンボリルドルフの日本国内最後のレースとなった。そのシンボリルドルフとミホシンザンの2頭が単枠指定制度対象馬とされた。その他、この年の第92回天皇賞・秋でシンボリルドルフに勝利したギャロップダイナなどが出走した。
従来通り、ファン投票上位および推薦委員会の推薦馬に出走資格が与えられたものの、シンボリルドルフとミホシンザンの出走を決めたことが影響し、他の有力馬の回避が例年以上に多かったことで、この年は前年第29回の11頭より立てよりもさらに1頭少ない10頭立てのレースとなった。

## 出走馬と枠順
天候：小雨、芝：良
| 枠番 | 馬番 | 競走馬名         | 性齢 | 騎手     | オッズ   | 調教師     | 馬主                   |
| ---- | ---- | ---------------- | ---- | -------- | -------- | ---------- | ---------------------- |
| 1    | 1    | ローラーキング   | 牡8  | 安田富男 | 10番人気 | 新関力     | （株）サンライズ       |
| 2    | 2    | ミホシンザン     | 牡4  | 柴田政人 | 2番人気  | 田中朋次郎 | 堤勘時                 |
| 3    | 3    | サクラサニーオー | 牡4  | 東信二   | 7番人気  | 境勝太郎   | （株）さくらコマース   |
| 4    | 4    | ニシノライデン   | 牡5  | 伊藤清章 | 6番人気  | 伊藤修司   | 西山正行               |
| 5    | 5    | カネクロシオ     | 牡6  | 蛯沢誠治 | 8番人気  | 成宮明光   | 畠山伊公子             |
| 6    | 6    | シンボリルドルフ | 牡5  | 岡部幸雄 | 1番人気  | 野平祐二   | シンボリ牧場           |
| 7    | 7    | ハーバークラウン | 牡5  | 嶋田功   | 4番人気  | 佐々木亜良 | （株）ハーバー         |
| 7    | 8    | ギャロップダイナ | 牡6  | 根本康広 | 3番人気  | 矢野進     | （有）社台レースホース |
| 8    | 9    | スダホーク       | 牡4  | 田原成貴 | 5番人気  | 古山良司   | 須田松夫               |
| 8    | 10   | ヤマノシラギク   | 牝7  | 的場均   | 9番人気  | 大久保正陽 | 奥村啓二               |

## レース展開
スタート直後から、カネクロシオとニシノライデン、スダホークの3頭が先行を争う形となった。
その後、1周目の正面に入ると、ギャロップダイナこれら先行集団を交わして、第1コーナーで先行集団から一歩逃げる形で先頭に出た。
しかし、シンボリルドルフが徐々に追い上げ、第3コーナー手前で、それまで先頭に立っていたギャロップダイナを捕らえて追い抜く形で先頭に出た。ギャロップダイナと入れ替わる形で2番手争いに上がってきたミホシンザンが、第3コーナーでシンボリルドルフをマークする形でさらなる追い上げに掛かったものの、シンボリルドルフとの差は縮まるどころか、逆に直線に入ると差を広げられてしまう。ニシノライデンも最後の直線でギャロップダイナを交わすも、シンボリルドルフとミホシンザンの2頭には及ばず、またスダホークが最後の直線で末脚を繰り出して追込に掛かるも、これも間に合わず、シンボリルドルフが最後まで先頭を維持したまま、1着でゴール板を通過した。

## レース結果
| 着順 | 枠番 | 馬番 | 競走馬名         | タイム | 着差      |
| ---- | ---- | ---- | ---------------- | ------ | --------- |
| 1    | 6    | 6    | シンボリルドルフ | 2.33.1 |           |
| 2    | 2    | 2    | ミホシンザン     | 2.33.8 | 4馬身     |
| 3    | 4    | 4    | ニシノライデン   | 2.33.9 | 3/4馬身   |
| 4    | 8    | 9    | スダホーク       | 2.34.2 | 2馬身     |
| 5    | 7    | 8    | ギャロップダイナ | 2.34.3 | 1/2馬身   |
| 6    | 7    | 7    | ハーバークラウン | 2.34.6 | 1 3/4馬身 |
| 7    | 3    | 3    | サクラサニーオー | 2.34.8 | 1馬身     |
| 8    | 5    | 5    | カネクロシオ     | 2.35.1 | 1 3/4馬身 |
| 9    | 1    | 1    | ローラーキング   | 2.35.4 | 2馬身     |
| 10   | 8    | 10   | ヤマノシラギク   | 2.35.5 | 3/4馬身   |

### 払戻
| 単勝式   | 6   | 120円 |
| 複勝式   | 6   | 100円 |
| 複勝式   | 2   | 110円 |
| 複勝式   | 6   | 220円 |
| 連勝複式 | 2-6 | 160円 |

## 達成された記録
この競走で勝利のシンボリルドルフは、スピードシンボリ以来、史上2頭目となる有馬記念の2連覇・複数回の優勝を達成した。

## エピソード
- シンボリルドルフは、この競走を最後に、日本競馬での出走を終え、翌1986年に海外遠征を決行したが、競走中に故障を発症してしまい、6着に敗れた。同馬は同年に引退した。